# 327421 Yanamandra
327421 Yanamandra este o planetă minoră (asteroid) din centura de asteroizi. A fost descoperită pe 20 noiembrie 2005 la Table Mountain Observatory⁠(d) de James Whitney Young⁠(d). 
Obiectul prezintă o orbită caracterizată de o semiaxă mare de 2,7240942280275 UAi, o excentricitate de 0,018789261618546, o înclinație de 5,5313721570054 ° în raport cu ecliptica.